# Peter Breuer (Bildhauer)

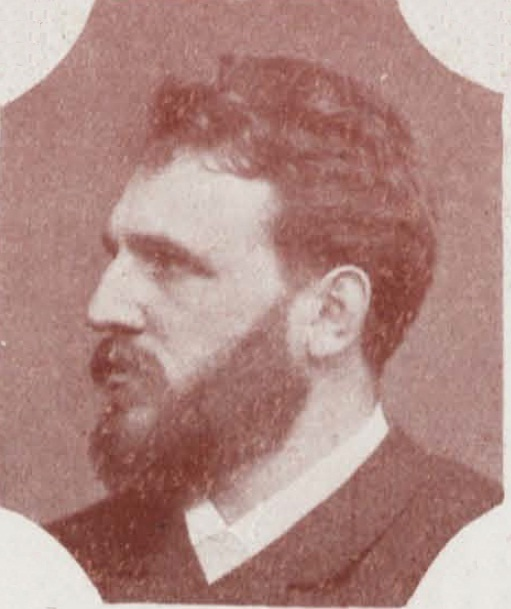
Peter Breuer

Peter Christian Breuer (* 19. Mai 1856 in Köln; † 1. Mai 1930 in Berlin) war ein deutscher Bildhauer und Medailleur.

## Leben
Peter Breuer absolvierte in Köln eine Lehre zum Steinmetz. 1874 ging er an die Münchener Kunstakademie. Nach seinem Studium wechselte er zu Heinrich Hoffmeister nach Berlin und studierte ab 1878 in Berlin bei Fritz Schaper. Breuer unterrichtete seit 1896 als Professor für Bildhauerei an der Kunstakademie Berlin-Charlottenburg, der heutigen Akademie der Künste. Im Jahr 1898 wurde er als Mitglied der Königlichen Akademie der Künste berufen. Zu seinen Schülern gehörten unter anderem Hans Dammann, Fritz Röll, Leopold Fleischhacker, Felix Pfeifer, Johann Robert Korn, Eugen Senge-Platten und Rudolf Belling. 1894 erhielt er auf der Großen Berliner Kunstausstellung eine kleine Goldmedaille und 1897 eine große. Breuer zählte zu den Wegbereitern der Moderne in der Berliner Bildhauerschule. Er starb kurz vor seinem 74. Geburtstag und wurde auf dem Sebastian-Kirchhof Berlin-Reinickendorf beigesetzt (Grabstätte eingeebnet).

## Öffentlich aufgestellte Denkmäler
- 1889: Berlin-Moabit, im Landesausstellungspark beim Lehrter Bahnhof: Kolossalbüste Kaiser Wilhelm II., nicht erhalten
- 1894: Düsseldorf: Marmorgruppe Adam und Eva auf der Großen Kunstausstellung, 1941 versetzt in den Florapark an der Palmenstraße; 1942 erheblich beschädigt, 1954 restauriert von den Bildhauern Rudolf Christian Baisch und Hermann Isenmann (fehlende Teile ergänzt)
- 1900, 16. Oktober: Breslau, Königsplatz: Bismarck-Denkmal (Standbild), nicht erhalten
- 1901: Berlin-Tiergarten, in der Siegesallee im Tiergarten: Denkmalgruppe 23, Standbild des Kurfürsten Johann Sigismund von Brandenburg, mit Assistenzbüsten Graf Fabian von Dohna und Thomas von dem Knesebeck; Standbild erhalten und für das Lapidarium in der Zitadelle Spandau vorgesehen
- 1901: Halle (Saale), Promenadenring (Hansering), in Höhe der Einmündung A.-Dehne-Straße (G.-Anlauf-Straße): Reiterstandbild Kaiser Wilhelms I. mit Assistenz-Standbildern Bismarcks und Moltkes, Architektur von Bruno Schmitz, Bauplastiken von Bildhauer Christian Behrens, nach dem Zweiten Weltkrieg beseitigt
- 1902: Bunzlau (Schlesien): Religiöse Genregruppe Lasset die Kindlein zu mir kommen; 1898 als Auftrag Kaiser Wilhelms II. für den Platz vor dem Waisenhaus gefertigt; erhalten, heute auf dem Schlossplatz
- 1903: Köln, Kaiser-Friedrich-Ufer: Kaiser-Friedrich-III.-Denkmal (Reiterstandbild), um 1942 eingeschmolzen
- 1907, 23. September: Memel, auf dem Rathausvorplatz: Borussia-Denkmal, errichtet zum 100. Jahrestag des Oktoberedikts von 1807,[4] am Sockel Doppelrelief-Medaillon König Friedrich Wilhelm III. und Königin Luise; feierliche Enthüllung in Gegenwart des Kaiserpaares; Figur 1923 entfernt, Sockel erhalten und nach 1945 mit einer sowjetischen Figur ausgestattet

Zu beiden Seiten des Denkmals standen acht Assistenzbüsten auf hohen Stelen (ebenfalls von Breuer), die wichtige Generäle und Staatsmänner des Vierten Koalitionskriegs darstellten: Theodor von Schön, Heinrich Friedrich Karl vom und zum Stein, August Neidhardt von Gneisenau, Gerhard von Scharnhorst, Karl August von Hardenberg, Friedrich Ferdinand Alexander zu Dohna-Schlobitten, Ludwig Yorck von Wartenburg, Friedrich Leopold von Schrötter
- 1909, 9. August: Kleve, am Marstall bei der Schwanenburg: Hohenzollernbrunnen (nicht erhalten) mit Reiterstandbild des Großen Kurfürsten (erhalten)
- 1912–1914: Berlin-Steglitz, im Bäkepark am Teltowkanal, Eduard-Spranger-Anlage, Bäkestraße 14a: Otto-Lilienthal-Denkmal (Ikarus-Figur)
Veränderungen mit neuem Bronzerelief 1956 von Magdalene Müller-Martin, Nachschöpfung der vor 1956 zerstörten Muschelkalksteinbüste 2012 durch den Berliner Bildhauer Jörn Neumann im Auftrag des Landesdenkmalamtes Berlin (Bronzerelief von 1956 seitdem im Heimatmuseum Steglitz)[5]
- 1925: Berlin-Oberschöneweide, im Griechischen Park: Venus und Amor[5]
- 1926–1938: Bonn, in der Rheinaue: Beethoven-Denkmal

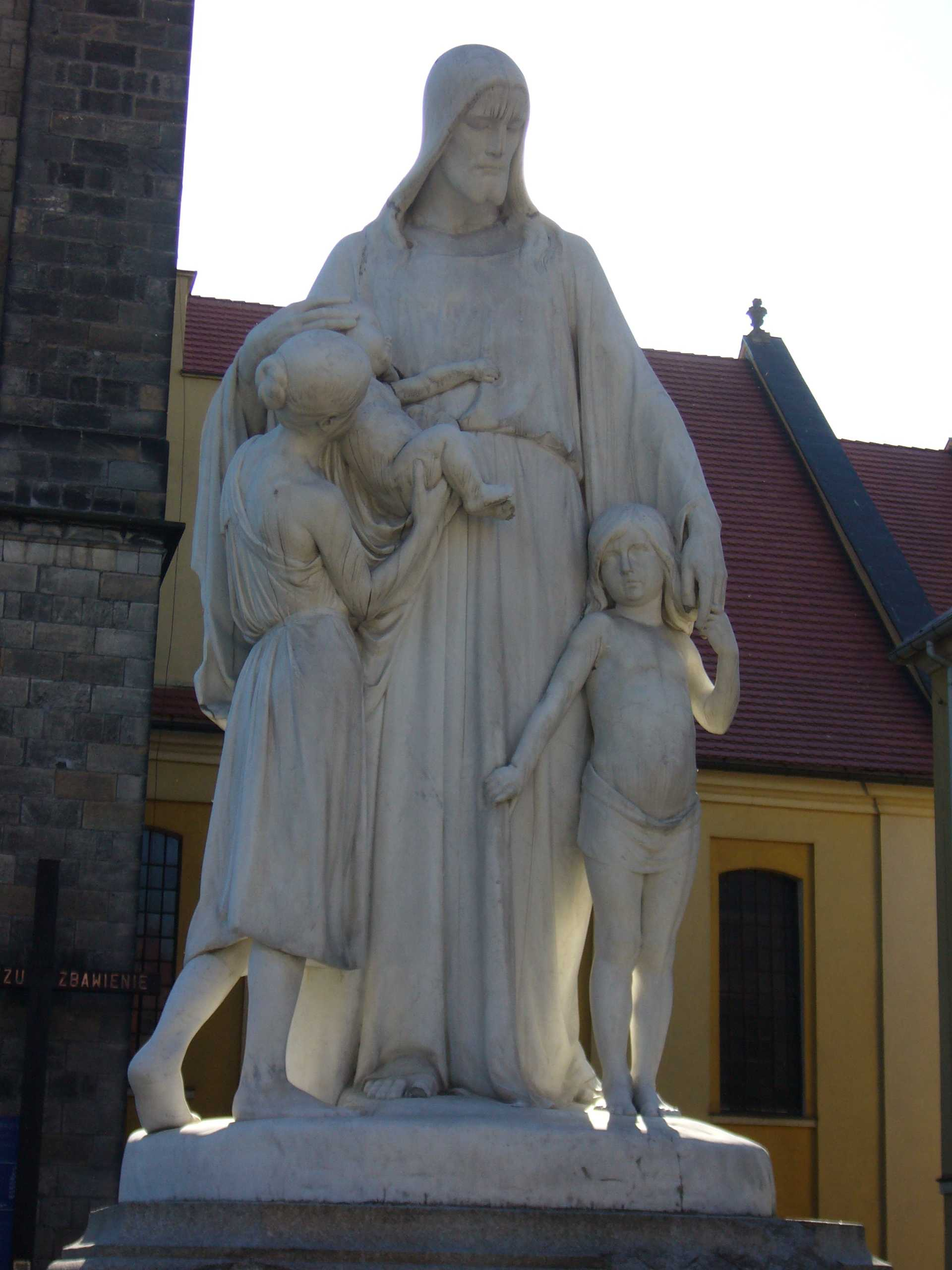
Lasset die Kindlein zu mir kommen in Bunzlau
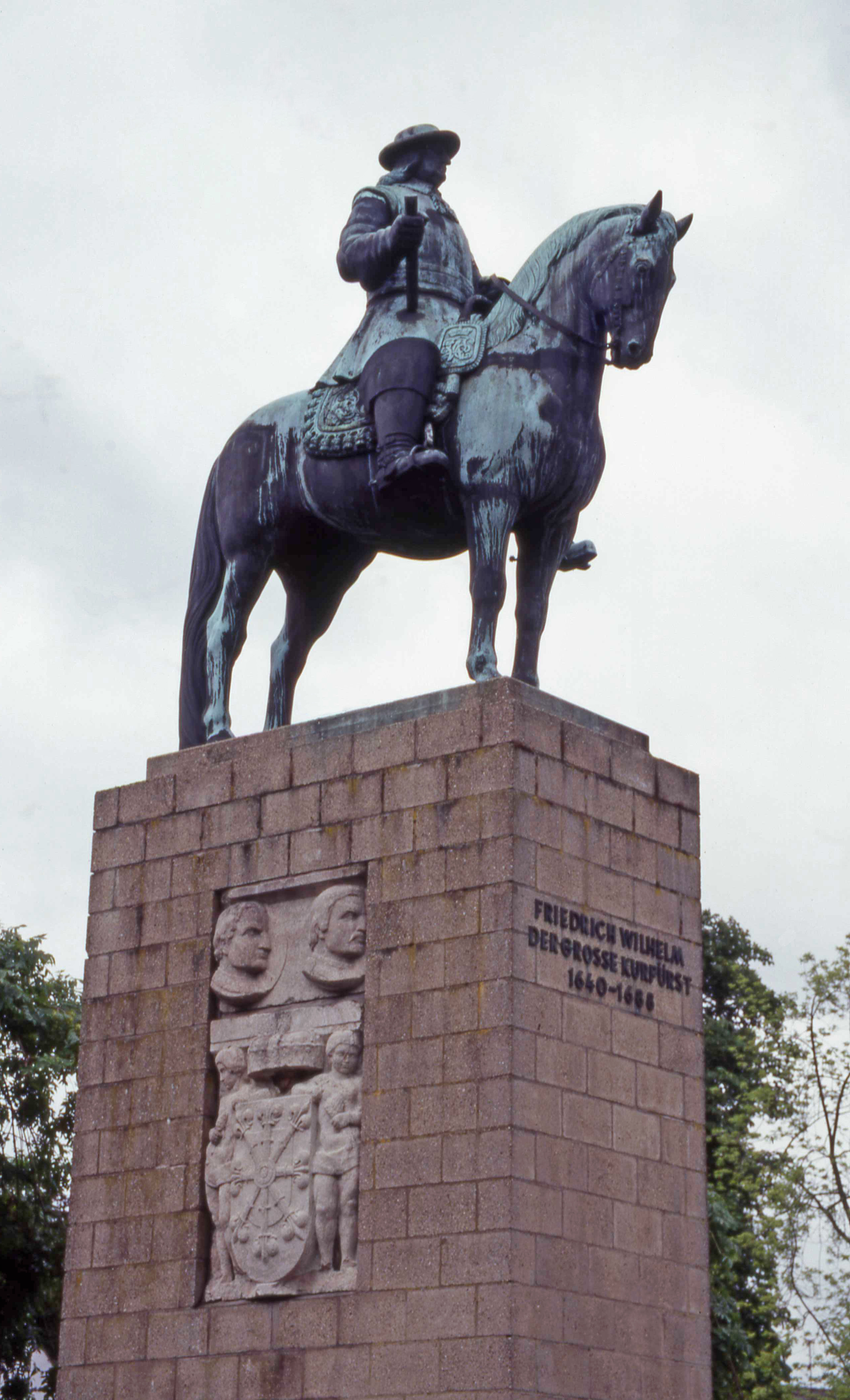
Denkmal des Großen Kurfürsten in Kleve
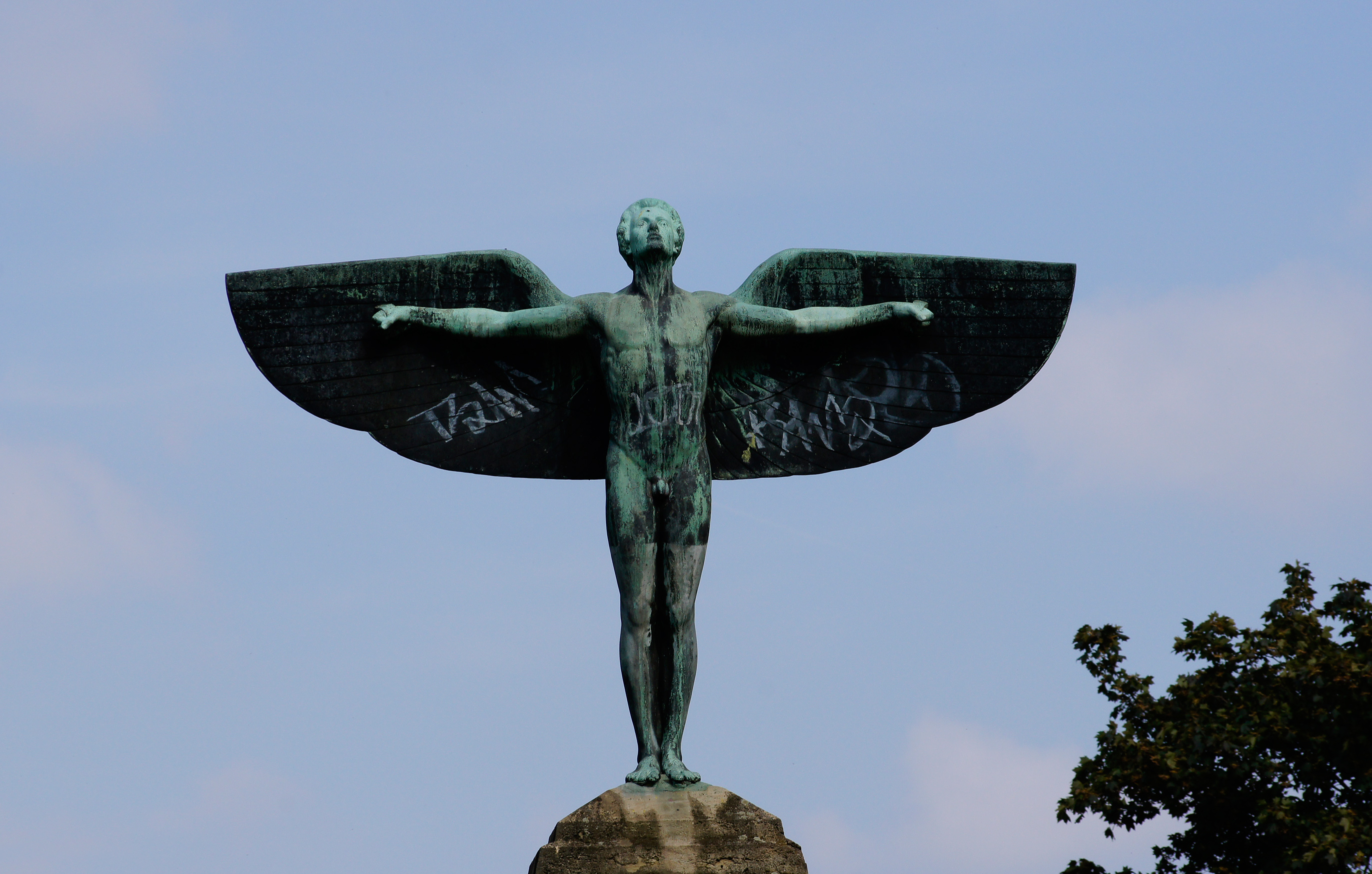
Otto-Lilienthal-Denkmal in Berlin-Steglitz
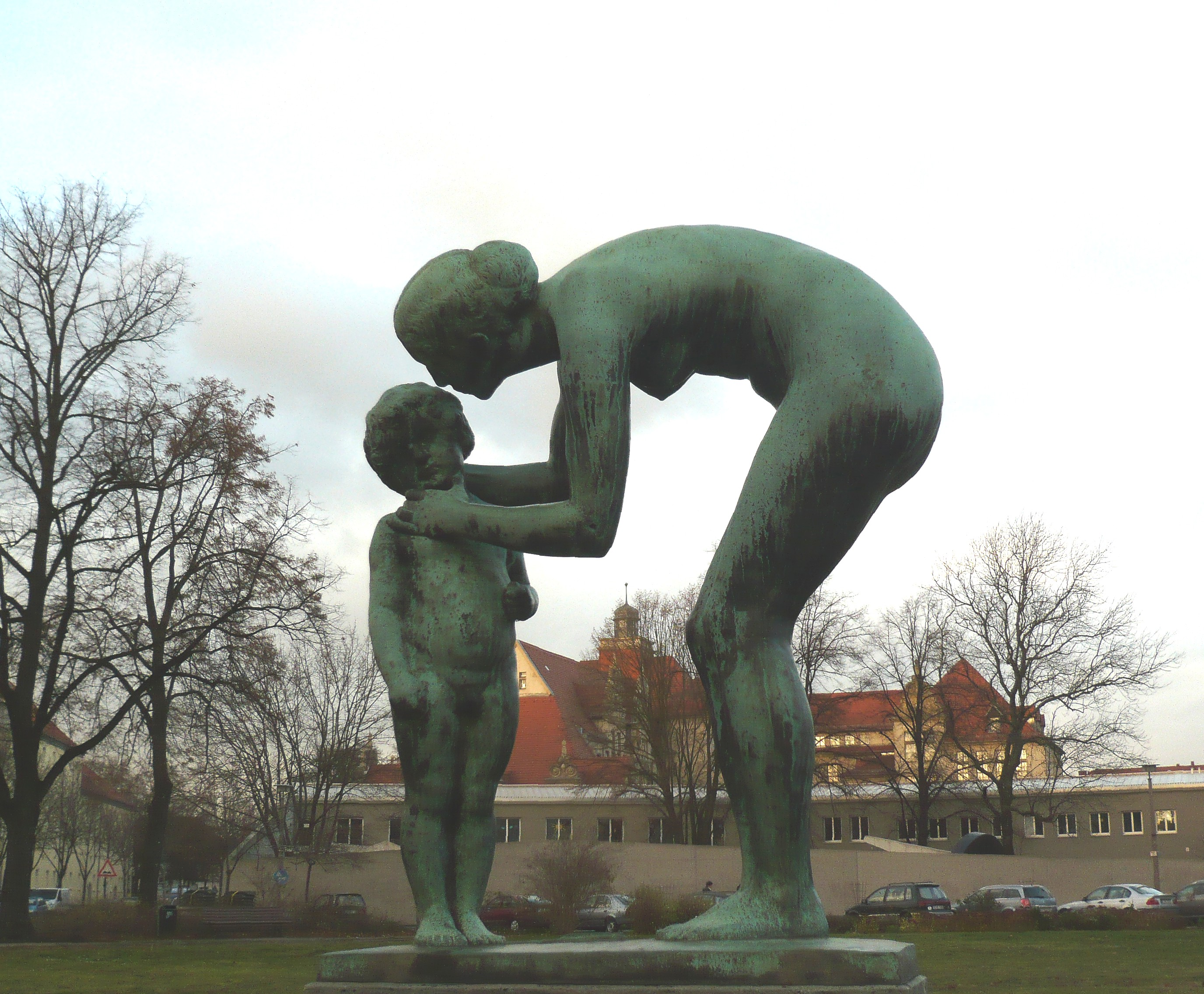
Venus und Amor, Berlin-Oberschöneweide
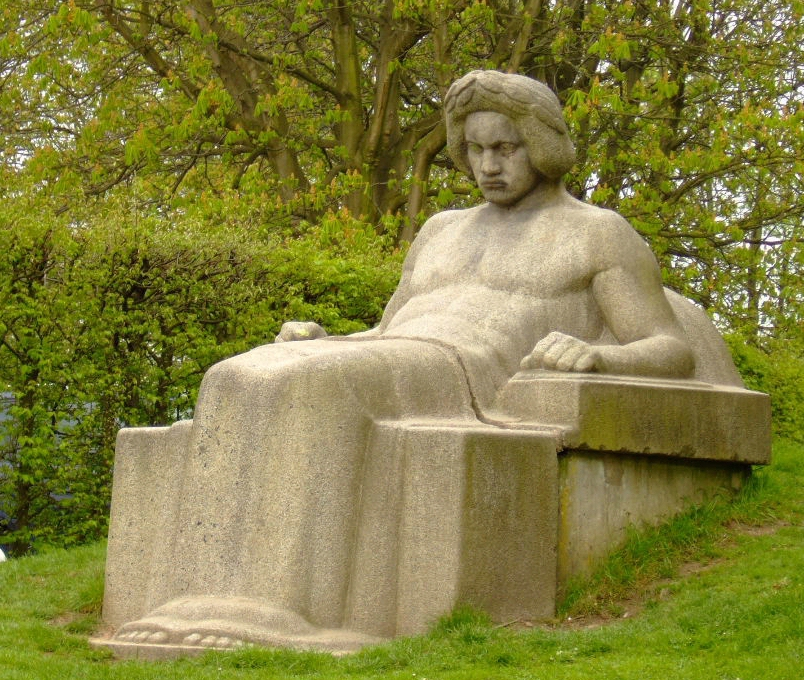
Beethoven-Denkmal in der Bonner Rheinaue